# Салорно
Салорно (італ. Salorno) — муніципалітет в Італії, у регіоні Трентіно-Альто-Адідже, провінція Больцано.
Салорно розташоване на відстані близько 500 км на північ від Рима, 20 км на північ від Тренто, 32 км на південь від Больцано.

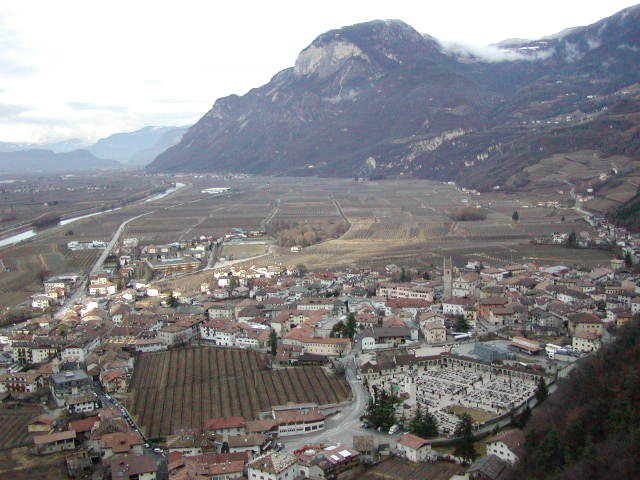

Населення — 3699 осіб (2014).

## Демографія
Населення за роками:

Станом на 1 січня 2023 року в муніципалітеті офіційно проживало 656 іноземців з 43 країн, серед них 88 громадян країн Євросоюзу та 30 громадян України.

## Сусідні муніципалітети
- Капріана
- Чембра-Лізіньяго
- Кортіна-сулла-Страда-дель-Віно
- Альтавалле
- Джово
- Магре-сулла-страда-дель-віно
- Меццокорона
- Монтанья
- Ровере-делла-Луна